# Headbang

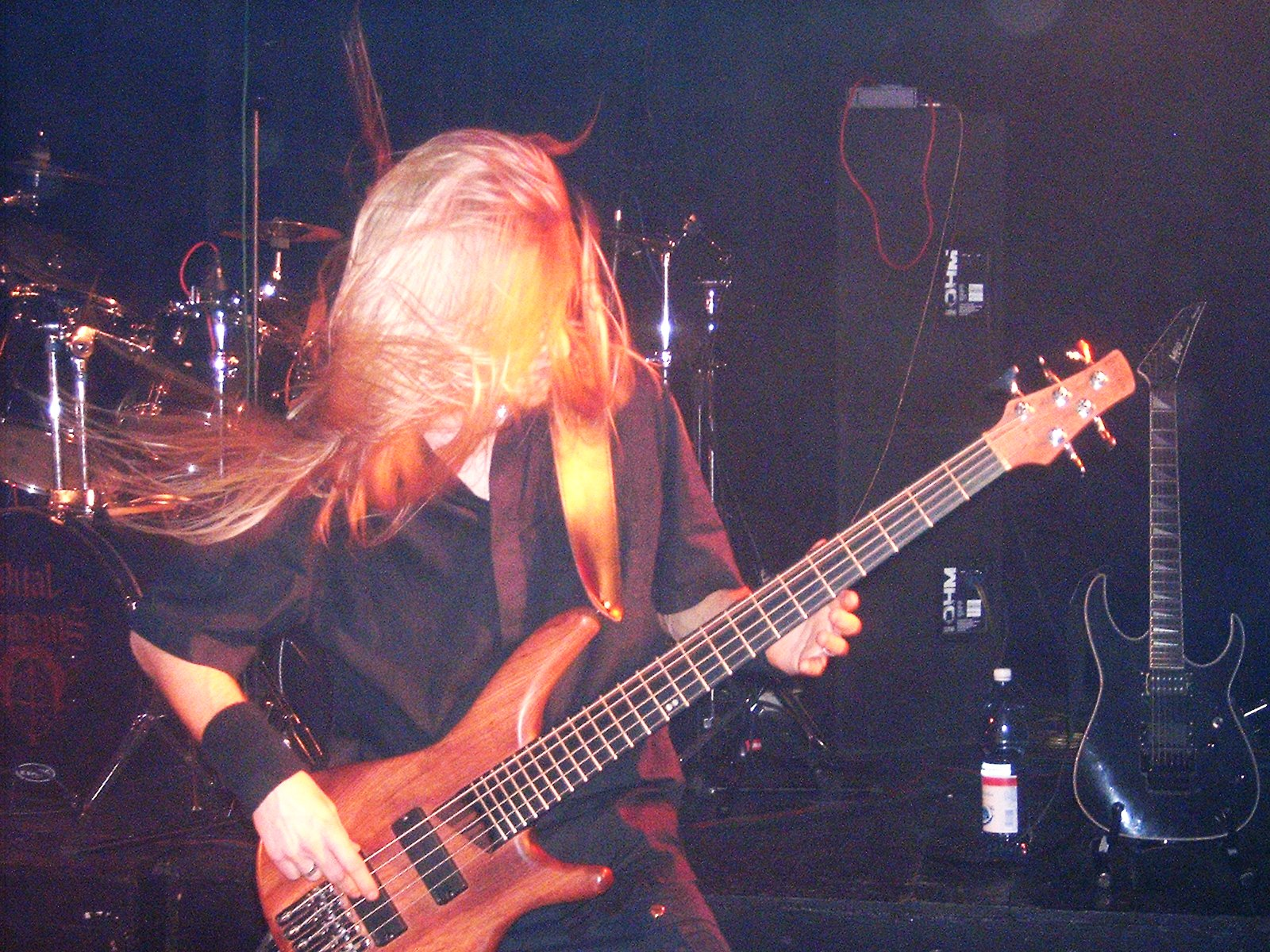
Headbanging w wykonaniu „Firany” basisty grupy Trauma

Headbang, headbanging – energiczne machanie głową w rytm muzyki, najczęściej heavy metalu i pokrewnych. Początki zjawiska sięgają późnych lat 60 XX wieku, ewoluując w różne style, takie jak: up-down, circular swing czy side to side.
Headbanging może prowadzić m.in. do urazów szyi, wstrząśnienia mózgu, bólu i zawrotów głowy oraz uczucia zamroczenia. Ryzyko urazów wzrasta wraz z tempem utworu muzycznego powyżej 130 bpm.

## Rodzaje headbangingu
- up-down – polega na odrzucaniu włosów rytmicznie z góry na dół[4].
- circular swing – równomierne kręcenie głową, wskutek którego włosy poruszają się po okręgu[4].
- side to side – polega na odrzucaniu włosów rytmicznie raz z prawej strony, raz z lewej[4].

## Headbanging a zdrowie
Istnieje wiele artykułów oraz badań potwierdzających, że intensywny headbanging może spowodować problemy zdrowotne. W 2005 roku, Terry Balsamo, gitarzysta Evanescence, doznał udaru mózgu, który, zdaniem lekarzy, mogły zostać spowodowany przez częsty headbanging. W 2007 roku, irlandzka piosenkarka i była wokalistka Roisin Murphy z zespołu Moloko doznała kontuzji oka podczas wykonywania jej utworu "Primitive", kiedy uderzyła głową w krzesło na scenie.
Kilka opisów przypadków można znaleźć w literaturze medycznej, które łączą nadmierny headbanging z tętniakami tętnic mózgowych, krwiakiem śródczaszkowym, jak również z uszkodzeniem tętnic szyjnych. Opisano przypadki uszkodzenia tętnicy podstawnej, tętnicy kręgowej, a także odmę śródpiersiową.